# Polnische Badmintonmeisterschaft 1999
Die Polnische Badmintonmeisterschaft 1999 fand vom 4. bis zum 6. Februar 1999 in Suwałki statt. Es war die 35. Austragung der Titelkämpfe.

## Medaillengewinner
| Disziplin    | Gold                                                               | Silber                                                                  | Bronze |
| ------------ | ------------------------------------------------------------------ | ----------------------------------------------------------------------- | --- |
| Herreneinzel | Przemysław Wacha (Technik Głubczyce)                               | Dariusz Zięba (Polonez Warszawa)                                        | Robert Kowalczyk (Jutrzenka Choszczno) Michał Łogosz (Technik Głubczyce)                                                                           |
| Dameneinzel  | Kamila Augustyn (Piast-B Słupsk)                                   | Kinga Rudolf (Kolejarz Częstochowa)                                     | Monika Bieńkowska (Bizon Płock) Joanna Szleszyńska (SKB Suwałki)                                                                                   |
| Herrendoppel | Michał Łogosz (Technik Głubczyce) Robert Mateusiak (SKB Suwałki)   | Jerzy Dołhan (Technik Głubczyce) Jacek Hankiewicz (AZS Kraków)          | Przemysław Wacha (Technik Głubczyce) Piotr Żołądek (Piast-B Słupsk) Paweł Kaczyński (Warmia Olsztyn) Damian Pławecki (AZS Kraków)                  |
| Damendoppel  | Bożena Haracz (Technik Głubczyce) Joanna Szleszyńska (SKB Suwałki) | Dorota Grzejdak (Pobrzeże Koszalin) Kinga Rudolf (Kolejarz Częstochowa) | Izabela Białek (Jutrzenka Choszczno) Iwona Matkowska (Jutrzenka Choszczno) Agnieszka Jaskuła (Piast-B Słupsk) Krystyna Polakowska (Warmia Olsztyn) |
| Mixed        | Robert Mateusiak (SKB Suwałki) Monika Bieńkowska (Bizon Płock)     | Piotr Żołądek (Piast-B Słupsk) Kamila Augustyn (Piast-B Słupsk)         | Jerzy Dołhan (Technik Głubczyce) Bożena Haracz (Technik Głubczyce) Damian Pławecki (AZS Kraków) Joanna Bednarska (AZS Kraków)                      |